# 貝拉拉
35°40′14″N 7°45′38″E / 35.670685°N 7.760468°E

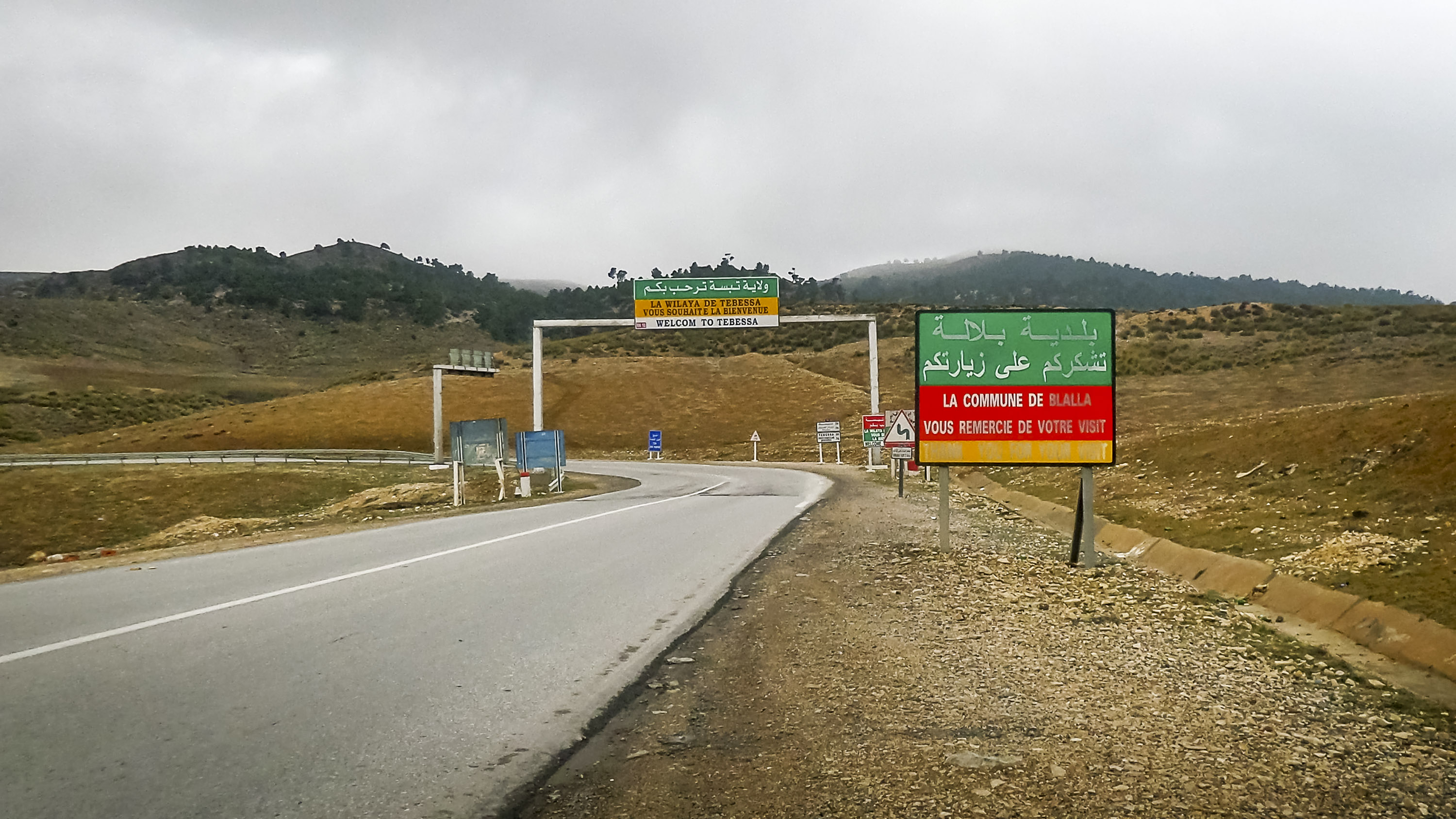
貝拉拉

貝拉拉（阿拉伯语：‎），是阿爾及利亞的城鎮，位於該國東北部烏姆布瓦吉省，由邁斯基亞納區負責管轄，面積180平方公里，2008年人口2,477，人口密度每平方公里14人。